# Gare de Rovaniemi
La gare de Rovaniemi (en finnois : Rovaniemen rautatieasema) est une gare ferroviaire finlandaise située à Rovaniemi.

## Histoire
En 2008, la gare a accueilli  410 000 voyageurs.